# 黃一成
黃一成，1980年在高雄市八德二路黃帝大飯店成立華偉集團，1983年踏進漁產冷凍事業，目前已擁有12艘秋刀魚船隊，與魷魚船每半年交互運用，平均捕獲量20,000公噸，被外界稱為秋刀魚大王；1987年1月創設振發冷凍廠；1988年起成立華豐、華穩、華偉、華勝、華福、華滿等「華」字輩漁業公司，作業基地也從高雄前鎮漁港，延伸到巴布亞新幾內亞、菲律賓、韓國、以及中國；2003年設立鮪豐水產公司進軍鮪魚捕撈、以及陸地漁業養殖，目前在永安、彌陀、佳冬，共擁有4處養殖場，鮪釣船隊累計達18艘鮪延繩釣漁船，平均年捕獲量8,800公噸；2004年設立第一家「高雄黑鮪魚大飯店」，同年底投資興達港BOT案；2012年發展石斑魚養殖，每年產量2,000公噸；事業體系跨及漁撈、冷凍、養殖、食品加工、觀光飯店、投資控股6大領域，目前擁有50艘各式遠洋漁船。
2016年6月8日任職國家年金改革委員會委員，立場不明。

## 家庭
父親黃仙在、母親黃李金枝、兄弟黃一茂，多從事漁業。

## 教育
- 和春技術學院物流管理系

## 外部連結
- 總統府國家年金改革委員會-委員名單（页面存档备份，存于）

| 中華民國政府職務 | 中華民國政府職務                     | 中華民國政府職務 |
| ---------------- | ------------------------------------ | ---------------- |
| 中華民國總統府   |                                      |                  |
| 前任： '         | 國家年金改革委員會委員 2016年6月8日- | 繼任： '         |